# اکستندد استی امریکا
اکستندد استی آمریکا (انگلیسی: Extended Stay America) شرکت هتل‌های زنجیره‌ای آمریکایی است، که در سال ۱۹۹۵ توسط وین هویزنگا تأسیس شد.